# Liste der Schriften von Alfred Andersch
Die Liste der Schriften von Alfred Andersch ist ein Verzeichnis auf der Basis der  Ausgabe von Alfred Andersch – Gesammelte Werke in 10 Bänden. Kommentierte Ausgabe, herausgegeben von Dieter Lamping, Zürich: Diogenes 2004. In weiteren Abschnitten werden Werke nachgetragen, die nicht in die Gesammelten Werke aufgenommen wurden oder die später  erschienen sind.

## Band 1: Sansibar oder der letzte Grund; Die Rote
- Sansibar oder der letzte Grund. S. 7
- Die Rote. S. 185
- Kommentar. S. 439

## Band 2: Efraim
- Efraim. S. 7
- Kommentar. S. 387

## Band 3: Winterspelt
- Winterspelt
  - Feindlage, militärisch. S. 15
  - Feindlage, ‚geistig‘. S. 27
  - Der Major Dincklage. S. 41
  - Hauptkampfzone. S. 73
  - Meldung über einen Vorfall auf Posten. S. 139
  - Einsatz eines Kuriers. S. 191
  - Entstehung einer Partisanin. S. 219
  - Schreibstuben-Vorgänge. S. 305
  - Der Hauptmann Kimbrough. S. 389
  - Dokumente, Träume, Fußnoten zu Major Dincklages Verrat. S. 473
  - Freies Geleit. S. 513
  - Verlustziffern. S. 593–616

## Band 4: Erzählungen 1
- Erzählungen 1941–1944. S. 7
  - Skizze zu einem jungen Mann. S. 9
  - Ein Techniker. S. 27
  - Erste Ausfahrt. S. 103
- Erzählungen 1944–1957. S. 111
  - Fräulein Christine. S. 113
  - Hundert Pfund. S. 117
  - Jahre in Zügen. S. 121
  - Heimatfront. S. 135
  - Intimität. S. 189
  - Flucht in Etrurien. S. 193
  - Piazza San Gaetano. S. 241
- Erzählungen 1958–1964. S. 283
  - Geister und Leute. S. 285
    - Weltreise auf deutsche Art. S. 289
    - Diana mit Flötenspieler. S. 306
    - Die Letzten vom ‚Schwarzen Mann‘. S. 319
    - Ein Auftrag für Lord Glouster. S. 325
    - Vollkommene Reue. S. 332
    - Blaue Rosen. S. 341
    - Cadenza Finale. S. 347
    - Mit dem Chef nach Chenonceaux. S. 358
    - In der Nacht der Giraffe. S. 371
    - Drei Phasen. S. 403
- Ein mieser Typ. S. 411
- Ein Liebhaber des Halbschattens. S. 417
  - Opferung eines Widders. S. 469
  - Alte Peripherie. S. 484
- Die Arktis seiner Lordschaft. S. 513
- Kommentar. S. 533

## Band 5: Erzählungen 2; Autobiographische Berichte
- Erzählungen 1969–1980. S. 7
  - Der Redakteur, 1952. S. 9
  - Tochter. S. 13
  - Mein Verschwinden in Providence. S. 45
    - Brüder. S. 49
    - Festschrift für Captain Fleischer. S. 57
    - Die erste Stunde. S. 74
    - Jesuskingdutschke. S. 92
    - Ein Vormittag am Meer. S. 111
    - Noch schöner wohnen. S. 118
    - Die Inseln unter dem Winde. S. 154
    - Mein Verschwinden in Providence. S. 170

  - Achtmal zehn Sätze. S. 209
  - Lin aus den Baracken. S. 215
  - Der Vater eines Mörders. S. 227
- Autobiographische Berichte. S. 303
  - Amerikaner – Erster Eindruck. S. 305
  - Tagebuchblatt aus der Eifel. S. 323
  - Die Kirschen der Freiheit. S. 327
    - Der unsichtbare Kurs. S. 329
      - Der Park zu Schleißheim. S. 329
      - Verschüttetes Bier. S. 338
      - In der Tasche geballt. S. 346
      - Das Fährboot zu den Halligen. S. 355

    - Die Fahnenflucht. S. 364
      - Die Kameraden. S. 364
      - Die Angst. S. 377
      - Der Eid. S. 389
      - Die Wildnis. S. 405

  - Der Seesack. S. 415
  - Böse Träume. S. 441
- Kommentar. S. 467

## Band 6: Gedichte und Nachdichtungen
- Frühe Gedichte. S. 7
  - Die kranke Mutter. S. 9
  - An die Kommunisten. S. 10
  - Über den Gebrauch zweier Wörter in einem Roman. S. 11
  - Zeilen schinden für die Gruppe. S. 16
- empört euch der himmel ist blau. S. 21
  - I.
    - Aus Rauch und Delphinen. S. 25
    - Die Lagune im Januar, sehr klarer Tag. S. 27
    - Epitaph im Winter. S. 28
    - Der Tod in London. S. 29
    - Ort im Waldmeer. S. 30
    - Cafe (Bellinzona). S. 31
    - Erinnerung an eine Utopie. S. 32
    - Nymindegaab. S. 33
    - Ramarro. S. 34
    - Die irre Mutter. S. 35
    - Glaubwürdige Jahreszeit. S. 36
    - Stücke des Grundes. S. 37
    - Die Farbe von Ostberlin. S. 38
    - Haiku-Litanei. S. 39
    - An die Deutschen. S. 41
    - Nach dem Sint-Feuer. S. 42
    - Gespaltenes Gedicht. S. 44
    - Gnostische Zeilen. S. 45
    - Tageszeiten klassisch. S. 46
    - Zögernde Auskunft. S. 47
    - Oh Axiopistos! S. 48
    - Jugend eines Weltumseglers. S. 50
    - Lufthansa, Flug 434. S. 51
    - Onkel Basils Gedicht. S. 53
    - Der Rhein. S. 55
    - Na, wie war’s denn in Sizilien? S. 56
    - Systema naturae. S. 57
    - Nordamerika. S. 59
    - Weißes Rauschen. S. 61
    - Der grüne Apfel. S. 63
    - Der junge Freud. S. 64
    - Spinoza. S. 65
    - Preußens Gloria. S. 66
    - Anläßlich eines Wunsches. S. 67
    - Wo bin ich? S. 68
    - Dichter-Lesung. S. 69
    - Speisekarte. S. 70
    - Lesesaal. S. 71
    - Hesiod in Wales. S. 72
    - Dahlem, Museum für ostasiatische Kunst. S. 73
    - Window-shopping. S. 76
    - Eine Pflanze. S. 78
    - In Edmund Wilsons Haus. S. 80
    - Nächtlicher Gast. S. 83
    - Schwimmen im Moosehead Lake, Maine. S. 84
    - Walfang-Museum, New Bedford. S. 85
    - Such-Anzeige. S. 86
    - Kluge, Etymologisches Wörterbuch der deutschen Sprache, 20. Auflage, Seiten 284–285. S. 89
    - Köchel-Verzeichnis No. 75. S. 90
    - Lissabon im Herbst 1975. S. 91
    - Marx. S. 92
    - An Walter Benjamin 9 3
    - Silvestro Lega, Il Pergolato (Milano, Pinacoteca di Brera). S. 95
    - Brauchbarer Ersatz. S. 98
    - 81. Grad nördlicher Breite. S. 99
    - Auf dem Roten Platz. S. 100
    - Östlich des Nogin-Platzes. S. 102
    - Andeutung einer Möglichkeit. S. 104
    - Odessa. S. 106
    - Nominalismus. S. 108
    - Bewegliche Hinterlassenschaft des Bauern Jean Sabatier aus Donneville (Toulousain), gestorben am 22. Oktober 1402. S. 110
    - Der Architekt von San Nicolao, Giornico, spricht. S. 112
    - Odette, Gilberte, Albertine. S. 114
    - Gnothi seauton. S. 116
    - Auf dem Reichstag. S. 117
    - Andererseits. S. 118
    - Artikel 3 (3). S. 124
    - Zwölf Strophen über die Arbeitslosigkeit. S. 130
    - Sierra Madre del Sur. S. 140
    - Mexiko. S. 142
    - Die Materialisten. S. 144
    - Paris, 1. Mai 1977. S. 147

  - II. [Übersetzungen]
  - Giuseppe Ungaretti. S. 150
    - I fiumi / Aus „Die Flüsse“. S. 150
    - Quiete / Ruhe. S. 152

  - Ernest Hemingway. S. 154
    - Mitragliatrice. S. 154
    - Along with youth / Mit der Jugend. S. 156
    - Neo-Thomist Poem / Neo-Thomistisches Gedicht. S. 158

  - Denise Levertov. S. 160
    - The Five-Day Rain / Der Fünf-Tage-Regen. S. 160

  - Michael Bullock. S. 162
    - Black River / Schwarzer Fluß. S. 162
    - River in Reverse / Fluß in Umkehr. S. 164
    - Through the forest of eyes / Durch den Augenwald. S. 166
    - Michael Hamburger. S. 168
    - Life and Art / Leben und Kunst. S. 168
    - Errors / Verwechslungen. S. 170
    - The Road / Die Straße. S. 172
    - Oxford. S. 176

  - Richard Brautigan. S. 178
    - Deer Tracks / Wildfährte. S. 178
    - Color as Beginning / Farbe zu Anfang. S. 180
    - The Virgo Grace of Your Ways Versus This Poem / Gedicht für eine im Zeichen der Jungfrau Geborene. S. 182
    - „Rommel drives on deep into Egypt“ / „Rommel stößt tief in Ägypten vor“. S. 184
    - April 7, 1969. S. 186
    - Diet / Diät. S. 188
    - My Concern for Your Tomato Plants / Meine Sorge um deine Tomaten-Pflanzen. S. 190
    - Up against the Ivory Tower / Vis-à-vis vom Elfenbeinturm. S. 192
    - Flight Handbook / Handbuch des Fliegens. S. 194

  - Salvatore Quasimodo. S. 196
    - Antico inverno / Winter, vor Zeiten. S. 196
    - Imitazione della gioia / Nachahmung der Freude. S. 198

  - Franco Fortini. S. 200
    - Per le opere di Isaac Babel / Dem Werk von Isaak Babel. S. 200
    - Parabola / Gleichnis. S. 202

  - Giacomo Leopardi. S. 204
    - L’infinito / Das Unendliche. S. 204

  - William Carlos Williams. S. 206
    - Summer Song / Sommerlied. S. 206
    - Apology / Rechtfertigung. S. 208
    - The Great Figure / Die große Nummer. S. 210
    - Lighthearted William / Leichtfuß William. S. 212
    - The Nightingales / Die Nachtigallen. S. 214
    - A Prelude / Ein Vorspiel. S. 216
    - Poem / Gedicht. S. 218
    - Africa / Afrika. S. 220
    - Classic Scene / Klassische Landschaft. S. 222

  - Antonio Rinaldi. S. 224
    - Tutto un anno / Ein ganzes Jahr. S. 224

  - Elio Filippo Accrocca. S. 226
    - E come un fuoco di pastori, un uomo / Hirtenfeuer. S. 226

  - Bartolo Cattafi. S. 228
    - Domani / Morgen. S. 228

  - Leonardo Sinisgalli. S. 230
    - La vigna vecchia / Der alte Weinberg. S. 230
    - Autobiografia IV. S. 232

  - Mario Luzi. S. 234
    - Dove non eri / Dort, wo du nicht warst. S. 234

  - Vittorio Sereni. S. 236
    - Inverno a Luino / Winter in Luino. S. 236
    - Le Sei del mattino / Sechs Uhr morgens. S. 238
- Notiz. S. 240
- Aus dem Nachlaß. S. 241
  - An Arno Schmidt. S. 243
  - Demokratisierung Ernst Jüngers. S. 248
  - Ein Rezensent. S. 251
  - Wer sich. S. 253
  - Ansprache an eine femme fatale. S. 254
  - Aufruf für Grün. S. 256
  - 1749–1832. S. 260
- Kommentar. S. 261

## Band 7: Hörspiele
- Biologie und Tennis. S. 7
- Die bitteren Wasser von Lappland. S. 65
- Hörspiele. S. 111
  - Fahrerflucht. S. 113
  - In der Nacht der Giraffe. S. 167
  - Der Tod des James Dean. S. 203
  - Russisches Roulette. S. 237
  - Postscript des Verfassers. S. 271
- Neue Hörspiele. S. 273
  - Die Brandung von Hossegor. S. 275
  - Tapetenwechsel. S. 341
  - Radfahrer sucht Wohnung. S. 413
  - Notiz. S. 431
- Kommentar. S. 433
  - Einführung: Alfred Andersch und der Rundfunk. S. 439–450

## Band 8: Essayistische Schriften 1
- Essayistische Schriften 1931–1962. S. 7
  - Genug des Hungerns – ein Ende dem Lohnraub. S. 9
  - Thomas Mann. S. 15
  - Das junge Europa formt sein Gesicht. S. 17
  - Notwendige Aussage zum Nürnberger Prozeß. S. 25
  - Gespräche am Atlantik. S. 29
  - Jean Anouilhs ‚Antigone‘. S. 39
  - Fabian wird positiv. S. 43
  - Die Kriegsgefangenen / Licht und Schatten. S. 47
  - Eine Konferenz des jungen Europa. S. 59
  - Chaplin und die Geistesfreiheit. S. 63
  - Richard Wagner redivivus? S. 67
  - Der richtige Nährboden für die Demokratie. S. 71
  - Die sozialistische Situation. S. 81
  - Wintersende in einer frierenden Stadt. S. 93
  - Eine amerikanische Erzählung. S. 101
  - Das Unbehagen in der Politik. S. 107
  - Hans Wallenberg. S. 129
  - Getty oder Die Umerziehung in der Retorte. S. 133
  - Hans Habes Bumerang. S. 147
  - Ein wirklich hochgebildeter Kritiker. S. 151
  - Linkes Tagebuch [I]. S. 15
  - Linkes Tagebuch (II). S. 161
  - Linkes Tagebuch (III). S. 165
  - ‚The real thing‘. S. 169
  - Das Gras und der alte Mann. S. 175
  - Gottfried Benn: Statische Gedichte. S. 181
  - Der Anti-Symbolist. S. 183
  - Deutsche Literatur in der Entscheidung. S. 187
  - Freundschaftlicher Streit mit einem Dichter. S. 219
  - Gruppe 47. S. 227
  - Politische Soldaten. S. 253
  - Bemerkungen zum Abendstudio. S. 257
  - Europäische Avantgarde. S. 259
  - Metaphorisches Logbuch. S. 269
  - Die Gedichte. S. 275
  - Jugend am Schmelzpott einer Kultur. S. 279
  - Schwarzer Gentleman im weißen Dschungel. S. 293
  - Marxisten in der Igelstellung. S. 297
  - Skandal der deutschen Reklame. S. 305
  - Die Erde hat viele Namen. S. 311
  - Aus wessen Hand? S. 315
  - Zwischen den Dämonen-Steinen. S. 319
  - Die Kunst ist kein Schulzimmer. S. 327
  - Die Spaliere der Banalität. S. 333
  - Am Äquator des Nihilismus? S. 343
  - Versuch über das Feature. S. 349
  - Zum Tod Rainer M. Gerhardts. S. 357
  - Kann man ein Symbol zerhauen? S. 359
  - Der Regenpfeifer. S. 369
  - Lyrische Demoskopie. S. 373
  - Die moderne Literatur und die Arbeitswelt. S. 377
  - Rede auf einem Empfang bei Arnoldo Mondadori am 9. November 1959. S. 383
  - (Zu H. W. Henzes ‚Undine‘). S. 387
  - Gewissenserforschung eines Hochstaplers. S. 389
  - Süße, gekaufte Größe. S. 395
  - Nichts könnte mich abhalten. S. 405
  - Paris ist eine ernste Stadt. S. 407
  - (Antwort auf eine Umfrage von Radio Bremen zum Thema ‚Der Autor und sein Material‘). S. 439
  - Anläßlich einer Theaterpause in Berlin. S. 443
- Kommentar. S. 447
  - Einführung: Alfred Anderschs essayistische Schriften. S. 453–460

## Band 9: Essayistische Schriften 2
- Essayistische Schriften 1962–1971. S. 7
  - Wanderungen im Norden. S. 9
    - Synnöves Halsband. S. 11
    - Die Bäume des Herrn Ekelund. S. 58
    - Notizen in Norge. S. 101
    - Das Rapa-Tal. S. 113
    - Nachwort. S. 160

  - Auflösungen. S. 163
  - Aus dem Leben eines Schizophrenen. S. 167
  - Exkurs über den bürgerlichen Ungehorsam. S. 175
  - Londoner Notizen. S. 181
  - Die Flammen und die Polis. S. 189
  - Erklärung. S. 197
  - Der Faschismus der Nichtfaschisten. S. 199
  - Die Blindheit des Kunstwerks und andere Aufsätze. S. 207
    - Vor einem halben Jahrhundert. S. 209
    - Der Rauch von Budapest. S. 219
    - Die Blindheit des Kunstwerks. S. 224
    - Ein neuer Scheiterhaufen für alte Ketzer. S. 238
    - Thomas Mann als Politiker. S. 246
    - Zu einer neueren Bemerkung von Georg Lukács. S. 268
    - Nachricht über Vittorini. S. 273
    - Alles Gedächtnis der Welt. S. 287
    - Hypothese über die Nouvelle Vague. S. 297
    - Das Kino der Autoren. S. 303
    - Für ein Fernsehen der Autoren. S. 329
    - Vitrinen-Literatur. S. 337
    - Ästhetische Denkobjekte. S. 341
    - Sartres Kritik an einem Kinde. S. 347

  - Verspäteter Epitaph auf Walter Muschg. S. 355
  - Aus einem römischen Winter. S. 359
    - Aus einem römischen Winter. S. 361
    - Nach Tharros. S. 391
    - Die Existenz des Lodovico Gonzaga. S. 412
    - Interieurs für Charles Swann. S. 414
    - Schlafende Löwin. S. 424

  - (Antwort auf die Silvester-Umfrage der Süddeutschen Zeitung: „Was hat sich für mich 1968 verändert?“). S. 439
  - Giorgio Bassani oder vom Sinn des Erzählens. S. 443
  - Hohe Breitengrade. S. 457
    - Der Eissturmvogel. S. 459
    - Die Reise zu den Sieben Inseln. S. 480
    - Das Tal des Jägers. S. 544
    - Nachschrift oder Ästhetische Flaschenpost 3. S. 59
    - Notiz. S. 563

  - Pflaumen für Dramatiker. S. 565
- Kommentar. S. 447
  - Inhaltsverzeichnis. S. 575

## Band 10: Essayistische Schriften 3
- Essayistische Schriften 1972–1979. S. 7
  - Norden Süden rechts und links. S. 9
    - Reisebilder. S. 11
      - Åsa und Imogen oder Der März am Oslofjord. S. 11
      - Alte Linke in London. S. 30
      - Von Reisen lesend. S. 46

    - Literarische Essays und Aufsätze. S. 55
      - Notizen über Atmosphäre. S. 55
      - Après. S. 62
      - Anamnese, déjà-vu, Erinnerung. S. 66
      - Auf den Spuren der Finzi-Contini. S. 71
      - Auf der Suche nach dem englischen Roman. S. 90
      - Was alle lesen. S. 99
      - Anzeige einer Rückkehr des Geistes als Person. S. 116

    - Kritiken und Rezensionen. S. 137
      - Christus gibt keinen Urlaub – Heinrich Böll ‚Wo warst du, Adam ?‘. S. 137
      - Amerikanische Anarchisten – Thornton Wilder ‚Dem Himmel bin ich auserkoren‘; Ernest Hemingway ‚Haben und Nichthaben‘. S. 143
      - Von der zeitlichen Bedingung – Giuseppe Tomasi di Lampedusa ‚Der Leopard‘. S. 151
      - Choreographie des politischen Augenblicks – Wolfgang Koeppen ‚Der Tod in Rom‘. S. 157
      - Dort ist ein Feuer – Hans Magnus Enzensberger. S. 166
      - Aus den Küchen des Seins – Ernst Wilhelm Eschmann. S. 177
      - Ein Humanist aus Jämtland – Per Olof Sundman. S. 182
      - Zerstückelt und intakt – Aidan Higgins ‚Ein später Sommer‘. S. 189
      - „Hätte ich Tolstoj nicht gelesen“ – Yasushi Inoue ‚Die Eiswand‘. S. 195
      - Lady Avas elegante Hand – Alain Robbe-Grillet ‚Die blaue Villa in Hongkong‘. S. 204
      - Cicindelen und Wörter – Ernst Jünger ‚Subtile Jagden‘. S. 209
      - Düsterhenns Dunkelstunde oder Ein längeres Gedankenspiel (Arno Schmidt ‚Caliban über Setebos‘). S. 213

    - Nachwort. S. 238

  - Drei Mittel zu frustrieren. S. 341
  - Über das Wohnen von Künstlern heute. S. 343
  - Mexico. S. 249
  - Ein intellektuelles Ghetto. S. 265
  - Ich repräsentiere nichts. S. 275
  - (Äußerung auf eine Umfrage zum Thema „Die Zukunft bestehen – Literatur und Friedenskampf“). S. 279
  - Bücher schreiben und Filme machen – zwei Berufe in einem Boot. S. 283
  - Worauf warten wir noch? S. 293
  - Seine Bilder liefern das Bild eines Volkes. S. 297
  - Vorlesen. S. 305
  - Der gute Mensch von Köln. S. 311
  - Einige Zeichnungen. S. 313
  - Öffentlicher Brief an einen sowjetischen Schriftsteller, das Überholte betreffend. S. 345
    - Die Reise nach San Cristóbal. S. 347
    - Regen in Andalusien. S. 364
    - Reise in die Revolution. S. 379
    - Jünger-Studien. S. 392
    - Aus der grauen Kladde. S. 424
    - Zeichensysteme. S. 437
    - Wie man widersteht. S. 435
    - Porträt eines Mond-Fetischisten. S. 464
    - Der Buddha mit der Schmetterlingskrawatte. S. 472
    - Die Geheimschreiber. S. 475
    - Mr. Blumenfelds Inferno. S. 489
    - Öffentlicher Brief an einen sowjetischen Schriftsteller, das Überholte betreffend. S. 498
    - Notiz. S. 514

  - ‚Art is about buttons‘. S. 515
  - Philosophisches Märchen. S. 527
  - Meine Himbeeren und Peter Paul Zahl. S. 531
  - Ich stimme vollständig zu. S. 539
- Kommentar. S. 541